# Mike York
Michael Allan "Mike" York, född 3 januari 1978 i Waterford i Michigan, är en amerikansk ishockeyspelare.
York blev olympisk silvermedaljör i ishockey vid vinterspelen 2002 i Salt Lake City.